# Maďarský stepní skot
Maďarský stepní skot, též uherský stepní skot, je primitivní plemeno skotu pocházející z  maďarských pust. Je to plemeno velice staré, v oblasti původní, ceněné v minulosti jako plemeno pracovní a masné. Od konce 19. století se však jeho stavy snižují a v současnosti se chová pouze jako součást kulturního dědictví a genetických rezerv.

## Historie
Původ plemene je nejasný, možná pochází ze skotu, který s sebou přivedli Maďaři v 9. století z východní Evropy, nebo ze skotu z Itálie nebo z Balkánu, který se do Maďarska dostal později. V novověku byl ceněný i mimo Maďarsko jako plemeno dávající vynikající maso, v 19. století sloužil v hojném počtu jako plemeno pracovní, určené k tahu v zemědělství. Plemenná kniha byla založena v roce 1931. V současnosti je v Maďarsku drženo 1100 krav tohoto skotu.

## Charakteristika
Maďarský stepní skot je plemeno velkého tělesného rámce s dlouhým a hlubokým hrudníkem, výrazným kohoutkem a  často pokleslým hřbetem, na který navazuje skloněná záď. Hlava je úzká a poměrně krátká, nápadné jsou dlouhé rohy, které mohou u volů dorůstat délky až 80 cm. Krk je dlouhý a plochý, končetiny středně dlouhé, vemeno malé. Zbarvení je stříbrobílé až popelavě šedé, zejména býci jsou v okolí očí, na kohoutku, na bocích a na kýtách tmavěji zbarvení. Telata jsou červenožlutá.
Skot tohoto plemene je nenáročný, dlouhověký a odolný proti nemocem. Je značně vytrvalý, a je proto vynikajícím pracovním plemenem. Krávy jsou plodné a snadno se telí, telata rychle rostou, ale pohlavně dospívají pozdě. Roční mléčná užitkovost dosahuje asi 2000 kg mléka.

## Fotogalerie

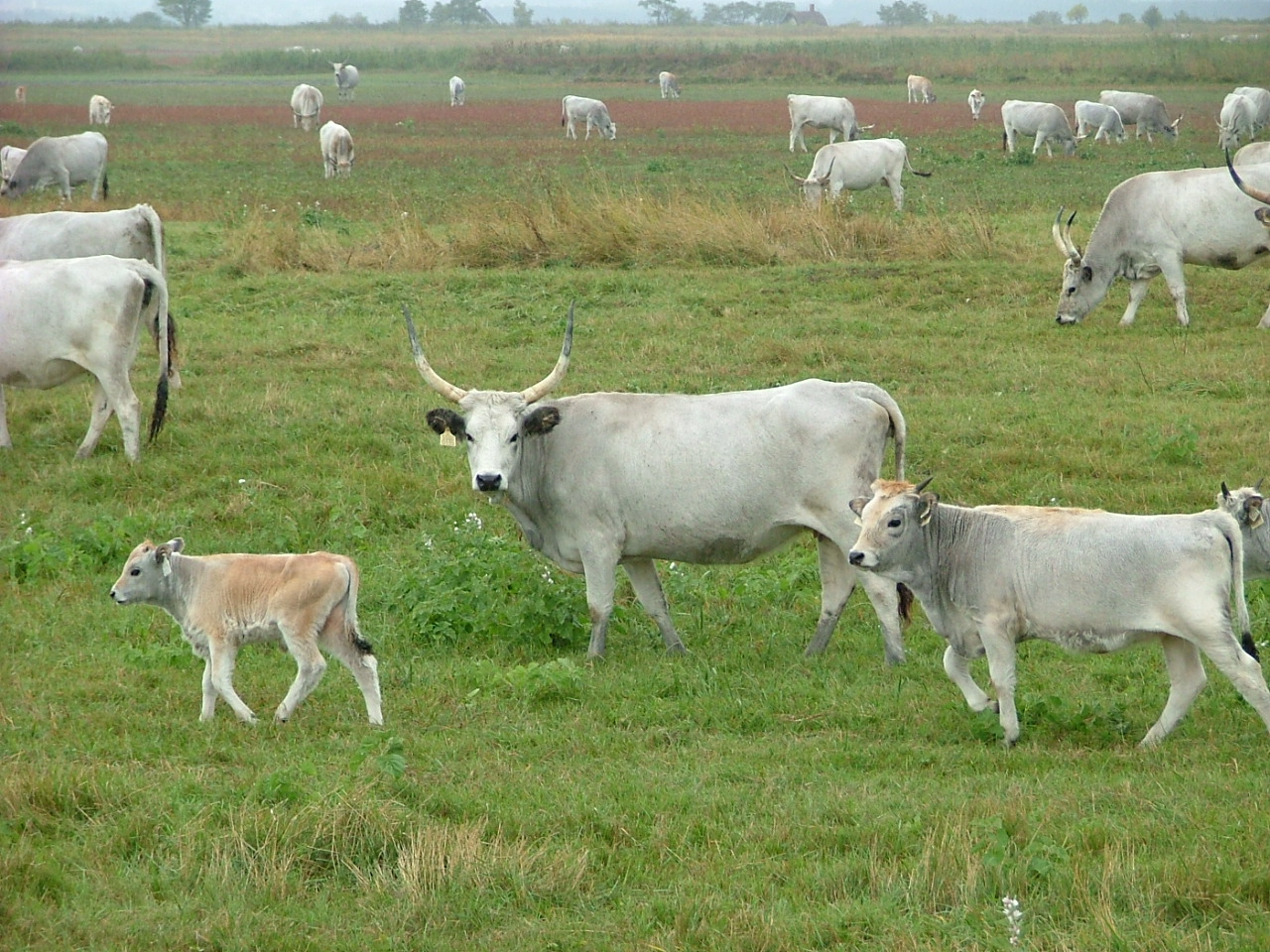
Krávy s telaty
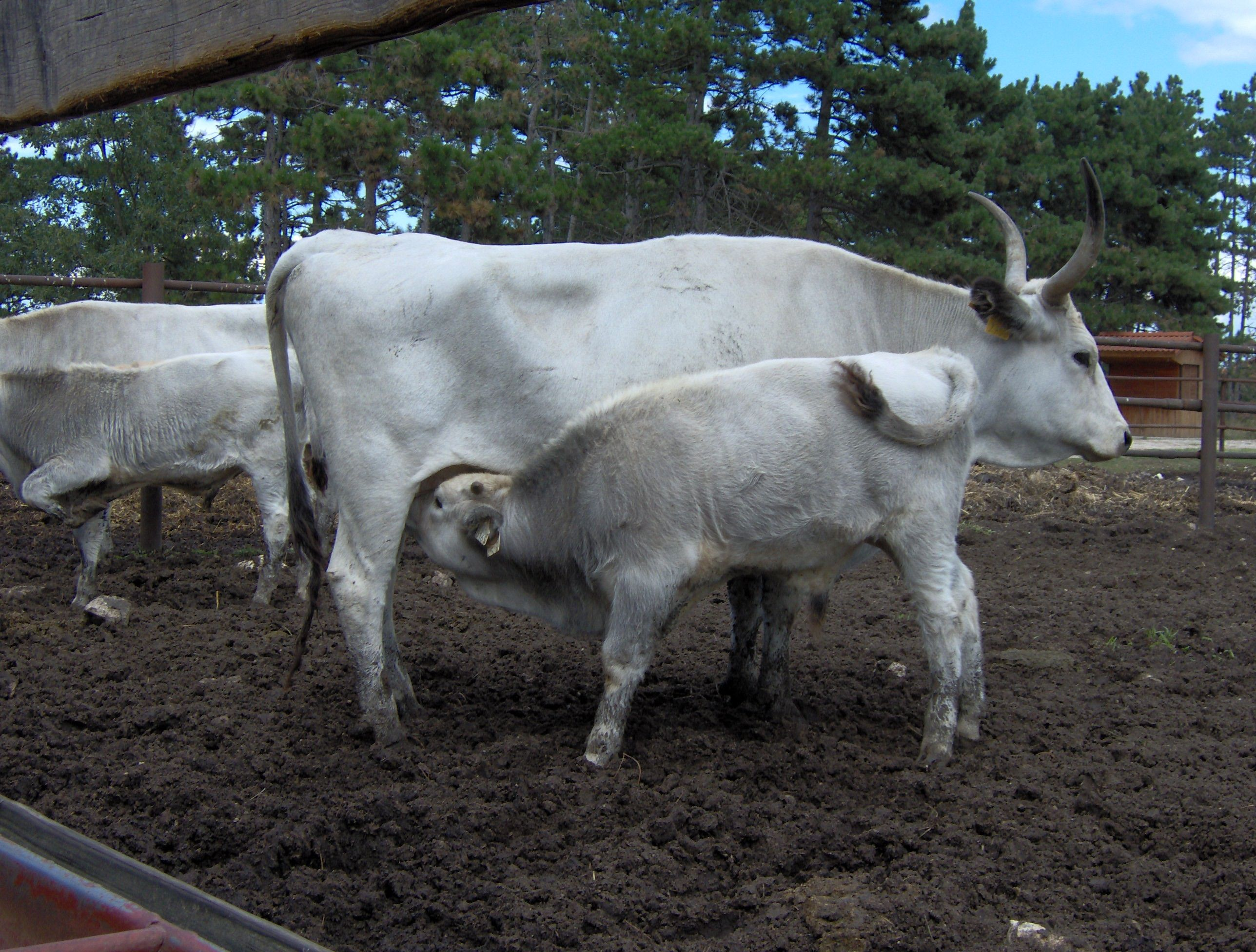
Kráva se sajícím teletem
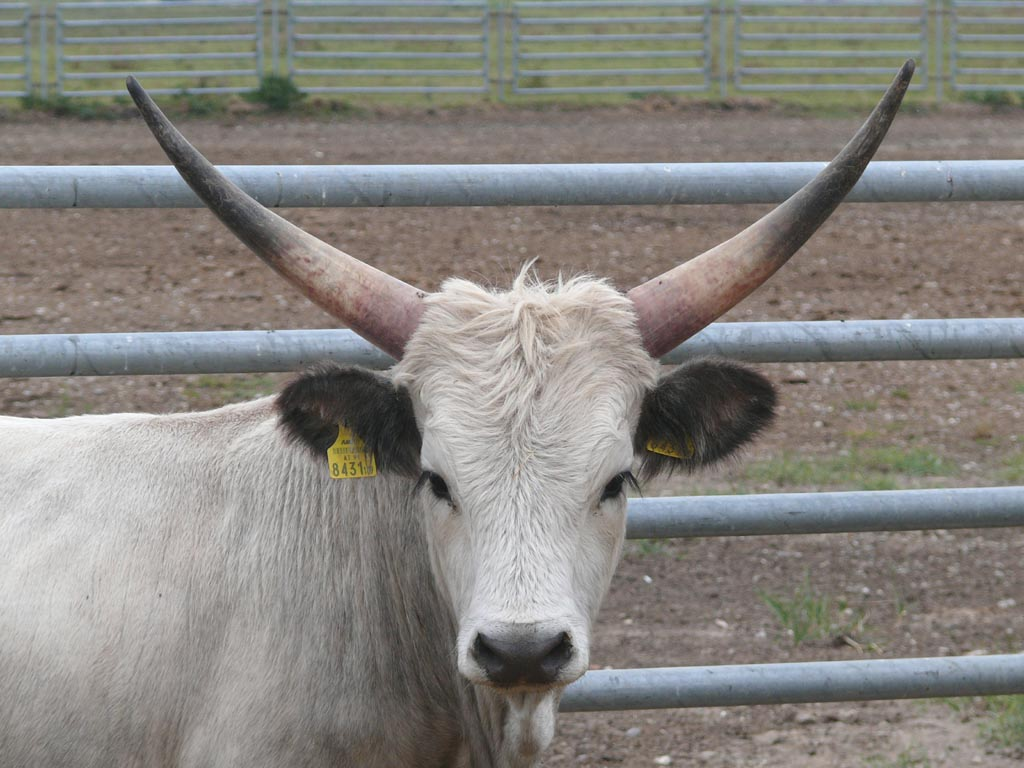
Hlava krávy
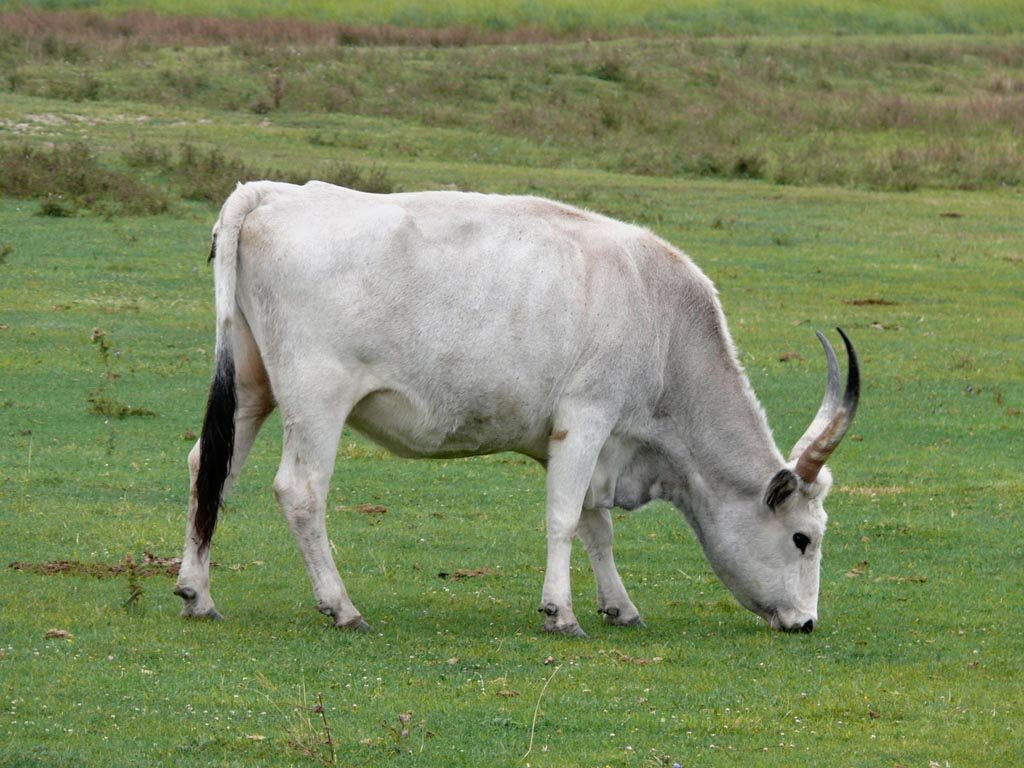
Pasoucí se kráva